# Soyuz-17 Cliff
Das Soyuz-17 Cliff (englisch; russisch Утёз Союз-17 Utjos Sojus 17, deutsch ‚Sojus-17-Kliff‘) ist ein 500 m hohes und 5,5 km langes Felsenkliff in der antarktischen Ross Dependency. In den Cook Mountains ragt es 6 km westnordwestlich des Kap Murray an der Nordflanke des Carlyon-Gletschers auf.
Sowjetische Wissenschaftler benannten es nach dem am 17. Januar 1975 gestarteten Raumschiff Sojus 17. Das Advisory Committee on Antarctic Names übertrug die russische Benennung im Jahr 2000 ins Englische.